# San Remo Apartments

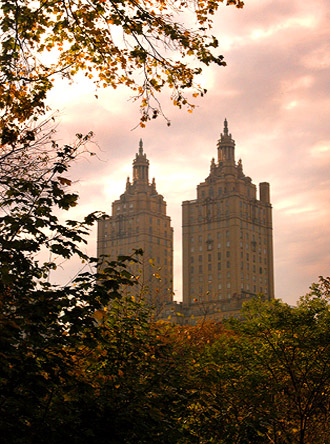
Els San Remo Apartments, des de Central Park.

El San Remo Apartments (o de vegades The San Remo) és un luxós immoble de pisos en copropietat situat al 145 i 146 Central Park a l'Upper West Side de Manhattan, a New York. Va ser construït el 1929, diverses setmanes abans de la crisi, i el començament de la Gran Depressió. L'edifici està situat immediatament a la vora de Central Park, al nord del no menys cèlebre Dakota Building. La periodista del New York Times, Glen Justice el descrivia com "un immoble enlluernant, amb vistes impressionants sobre Central Park."
L'arquitecte de l'edifici, Emery Roth va treure profit de les noves reglamentacions de l'època de la construcció per construir el primer edifici de New York proveït de torres bessones. Cadascuna de les dues torres de deu pisos s'acaba amb un luxós pis d'inspiració barroca, en un estil proper al de l'arquitecte britànic John Vanbrugh. Les teulades de les dues torres s'inspiren per la seva part en el monument del Lisícrates de l'Acròpoli d'Atenes. Roth havia descobert aquesta arquitectura en ocasió de la World Columbian Exposition de Chicago el 1893. Ha estat igualment l'arquitecte d'un altre edifici molt cèlebre de l'Upper West Side, el  Beresford
L'immoble compta i ha comptat entre els seus ocupants diverses personalitats, entre les quals Steven Spielberg, Donna Karan, Steve Jobs, Demi Moore, Dustin Hoffman, Bono, Steve Martin, Bruce Willis, Eddie Cantor, Robert Stigwood, Don Hewitt, Rita Hayworth (qui hi va passar el darrer any de la seva vida) o també els homes de negocis reconeguts tals com Dodi Al Fayed, Luke Knightly, Jack Sherwall, Pete Jihan, Hedy Lamarr, Aaron Spelling o Liz McCowell. Els San Remo Apartments tenen així la reputació, Bruce Willis a banda, d'acollir simpatitzants del  partit demòcrata: segons un article del New York Times, en el moment de l'elecció presidencial de 2004, l'edifici és aquell del que els ocupants han fet més donacions al candidat demòcrata John Kerry.